# Kapfensteiner Kogel
Kapfensteiner Kogel är en kulle i Österrike.   Den ligger i distriktet Südoststeiermark och förbundslandet Steiermark, i den östra delen av landet, 150 km söder om huvudstaden Wien. Toppen på Kapfensteiner Kogel är 461 meter över havet.
Terrängen runt Kapfensteiner Kogel är platt åt nordost, men åt sydväst är den kuperad. Närmaste större samhälle är Fehring, 4,8 km norr om Kapfensteiner Kogel. 
I omgivningarna runt Kapfensteiner Kogel växer i huvudsak blandskog. Runt Kapfensteiner Kogel är det ganska tätbefolkat, med 78 invånare per kvadratkilometer.